# Ostachowo
Ostachowo (ros. Остахово) – wieś w Rosji, w rejonie wołogodzkim obwodu wołogodzkiego. W 2010 r. liczyła 508 mieszkańców.